# Црква Светог Саве у Билећи
Саборна Црква Светог Саве је храм Српске православне цркве који се налази у Билећи у Републици Српској, БиХ и припада Епархији захумско-херцеговачкој.
Црква се налази се у центру Билеће и кроз своју историју био је велико духовно седиште српског народа у овом граду и у целој Источној Херцеговини. Национални је споменик Републике Српске.

## Историјат
Саборна Црква Светог Саве саграђена је у време владавине Аустроугарске владавине у Босни и Херцеговини, средином 19. века.
У тешко време окупације земље, Срби из Билеће и њене околине су се договарали о пројекту цркве и тражили адекватно место на којем би ово здање могло да се сазида. Када се напокон договорило о месту изградње цркве, у самом центру града, кренуло се са градњом уз помоћ Земаљске Владе из Сарајева, као и прилозима и донацијама српског народа из Билеће. Црква је требало да буде саграђена у византијском стилу, али противљењем Аустроугарске, то им ипак није дозвољено. Мештанима Билеће стигао је допис Земаљске Владе из Сарајева да ће пројекат за изградњу цркве стићи из Беча, као и да је то једини начин да црква буде изграђена. Пројектом из Беча, Аустроугарске власти су захтевале да се црква не сагради у византијском стилу, већ у романско-готском стилу, архитектури која је типична за Католичку цркву. Срби су тада направили побуну, али узалудну јер су власти поручиле да је изградња у романско-готском стилу услов да се црква гради. Народ је попустио и црква је саграђена по пројекту из Беча, са каменом из околине Билеће. Црква је требало да се освешта на празник Преображење, што су аустроугарске власти поздрављале, због симобиле рођења Фрања Јосифа на тај дан. Срби тада ипак нису попустили, па су напунили цркву грађевинским материјалом и рекли да здање није довршено, како би одложили освештање. По писању митрополита Леонтија Радуловића, црква је освештана 1896. године на Малу Госпојину и посвећена Светом Сави.
Црква је после Другог светског рата претворена у магацин и неколико година није радила. Данас Саборна Црква Светог Саве ради нормално, служи редовне литургије и један је од симбола града Билеће, као и духовни, културни и историјски споменик.

## Архитектура и унутрашњост
Црква Светог Саве у Билећи је једнобродни храм са припратом, наосом и олтарским простором. Димензија је, мерено споља 9,5 x 22 метара, док је унутрашњи простор цркве димензија 15,3 x 8 метара. У функционалном смислу црквени простор је подељен на простор припрате, наоса и олтарски простор. Наос је димензија 13,1 x 8, метара, а димензије припрате су 2,5 x 8 м. Припрата је зидом одвојена од наоса, а изнад ње је галерија.